# Monument des Droits de l'homme
Monument des Droits de l'homme et du citoyen (tj. Památník práv člověka a občana) se nachází v Paříži na Champ-de-Mars na avenue Charles-Risler. Zadavatelem pomníku bylo město Paříž za starosty Jacquese Chiraca. Byl instalován v roce 1989 u příležitosti dvoustého výročí Francouzské revoluce. Jedná se o dílo architekta Michela Jantzena a sochaře Ivana Theimera. Pomník je inspirován egyptskými mastabami, obsahuje četné odkazy na revoluční ikonografii.

## Popis
Pomník se skládá z několika prvků:
- kamenná budova čtvercového tvaru, otevírající se do osmibokého vnitřního prostoru, osvětlená shora, jejíž vnější fasády jsou zdobeny vyrytými texty, různými reliéfy a dvanácti kameny s bronzovými pečetěmi zemí - tehdejšími členy Evropského společenství;
- dva obelisky, jeden s trojúhelníkovou základnou, druhý se čtvercovou základnou, z bronzu, pokryté množstvím symbolů a textů obsahujících jemné detaily a reliéfy, včetně Deklarace lidských práv z roku 1789;
- socha muže v tóze, který v rukou drží několik dokumentů;
- socha muže, který vyzývá lidi, aby si přečetli texty vyryté na obeliscích;
- socha ženy s dítětem v klobouku z novin (chronologie událostí v roce 1989).

Na jihozápadní fasádě (strana k Champ de Mars) se nacházejí:
- trojúhelník, symbol často používaný ve svobodném zednářství, který připomíná povznesení lidského myšlení;
- text vyrytý do kamene připomínající dvousté výročí Deklarace práv člověka a občana z roku 1789;
- sluneční hodiny.

Na severovýchodní straně k rue de Belgrade:
- bronzové dveře orámované dvěma sloupy. Na dveřích jsou četné reliéfy a historické záznamy z doby revoluce;
- okulus nad dveřmi představující uroboros.

Na dalších dvou fasádách jsou vsazeny kameny, každý pochází z jedné ze zemí tehdejšího Evropského společenství, s vyrytým názvem hlavních měst a jejich bronzovou pečetí:
- na severozápadní straně: lisboa - madrid - paris - bruss/xelles - london - dublin;
- na jihozápadní straně: αθήνα - roma - luxembourg - bonn - amsterdam - københavn.

Celá stavba je umístěna na dvoustupňovém pódiu. V rozích se nacházejí bronzová ohniště.